# هیتر سیمونز-کاراسکو
هیتر سیمونز-کاراسکو (انگلیسی: Heather Simmons-Carrasco؛ زادهٔ ۲۵ مه ۱۹۷۰) شناگر شنای موزون اهل ایالات متحده آمریکا بود.
وی در مسابقات کشوری و بین‌المللی در مجموع برندهٔ ۲ مدال طلا شده‌است.